# Julio Moreyra
Julio César Moreyra (Córdoba, Argentina; 10 de agosto de 1981) es un futbolista argentino. Juega como defensa central.

## Clubes
| Club                      | País      | Año       |
| ------------------------- | --------- | --------- |
| Instituto                 | Argentina | 2000-2005 |
| Universidad de Chile      | Chile     | 2005-2006 |
| Quilmes                   | Argentina | 2006      |
| Instituto                 | Argentina | 2007      |
| Godoy Cruz                | Argentina | 2007-2008 |
| Instituto                 | Argentina | 2008-2009 |
| Ankaraspor                | Turquía   | 2009      |
| Independiente Rivadavia   | Argentina | 2010      |
| Patronato                 | Argentina | 2010      |
| Universidad de San Martín | Perú      | 2011      |
| Club Leones D.A.S. y B.   | Argentina | 2011-2012 |
| Nueva Chicago             | Argentina | 2012-2013 |
| Blooming                  | Bolivia   | 2013      |
| Instituto                 | Argentina | 2014      |
| CD Olmedo                 | Ecuador   | 2015      |
| Estudiantes de Río Cuarto | Argentina | 2015      |
| Santiago Morning          | Chile     | 2016      |
| Club Leones D.A.S. y B.   | Argentina | 2016      |
| C. S. D. Colón            | Argentina | 2017      |
| General Paz Juniors       | Argentina | 2018-2020 |

## Estadísticas
| Club                                                    | Partidos | Goles | Prom. · |
| ------------------------------------------------------- | -------- | ----- | ------- |
| Instituto de Córdoba                                    | 140      | 6     | 0,04    |
| Universidad de Chile                                    | 31       | 1     | 0,03    |
| Quilmes                                                 | 11       | 0     | 0,00    |
| Godoy Cruz                                              | 33       | 1     | 0,03    |
| Independiente Rivadavia                                 | 8        | 0     | 0,00    |
| Patronato                                               | 10       | 1     | 0,10    |
| Universidad San Martín                                  | 23       | 0     | 0,00    |
| Nueva Chicago                                           | 19       | 0     | 0,00    |
| Blooming                                                | 15       | 0     | 0,00    |
| Total                                                   | 290      | 9     | 0,03    |
| Última actualización: Instituto vs Aldosivi, 30/11/2014 |          |       |         |